# Titularerzbistum Tarsus
Tarsus ist ein Titularerzbistum der römisch-katholischen Kirche. Ein Titularbischof ist Bischof eines historischen, aber untergegangenen Bistums.
Seit alters her bekannt ist Tarsus in Kilikien auch als Geburtsort des Apostels Paulus.
Während der Kreuzzüge bestand hier der Sitz des lateinischen Erzbistums Tarsus, das 1098 gegründet wurde.
| Titularerzbischöfe von Tarsus |                                 |                                                       |                    |                    |
| Nr.                           | Name                            | Amt                                                   | von                | bis                |
| 1                             | Carlo Rossetti (Kardinal)       |                                                       | 16. September 1641 | 4. Mai 1643        |
| 2                             | Giulio Rospigliosi              | Apostolischer Nuntius                                 | 14. März 1644      | 20. Juli 1667      |
| 3                             | Carlo Roberti                   | Kurienkardinal                                        | 2. Dezember 1658   | 18. Juli 1667      |
| 4                             | Michelangelo dei Conti          | Apostolischer Nuntius                                 | 13. Juni 1695      | 28. Juni 1709      |
| 5                             | Giovanni Battista Bussi         | Apostolischer Nuntius                                 | 25. Juni 1706      | 19. Februar 1710   |
| 6                             | Ferdinando Maria de Rossi       |                                                       | 25. Juni 1739      | 1. Februar 1751    |
| 7                             | Januarius Guglielmini           | emeritierter Bischof von Tropea (Italien)             | 5. Juni 1751       | 20. März 1760      |
| 8                             | Guido Calcagnini                | Apostolischer Nuntius                                 | 4. Februar 1765    | 20. Mai 1776       |
| 9                             | Carolus Camuzi                  | emeritierter Bischof von Koper (Slowenien)            | 15. Juli 1776      | 2. April 1781      |
| 10                            | Isidoro Sanchez de Luna OSB     | emeritierter Erzbischof von Salerno (Italien)         | 18. Juli 1783      |                    |
| 11                            | Karl Theodor von Dalberg        | Koadjutorbischof von Worms und Konstanz (Deutschland) | 10. März 1788      | 17. Januar 1800    |
| 12                            | Pietro Ostini                   | Apostolischer Nuntius                                 | 9. April 1827      | 11. Juli 1836      |
| 13                            | Fabio Maria Asquini             | Apostolischer Nuntius Kurienerzbischof                | 2. Oktober 1837    | 22. Januar 1844    |
| 14                            | Paolo Polidori                  | Kurienerzbischof                                      | 22. Januar 1844    | 23. April 1847     |
| 15                            | Antonio Benedetto Antonucci     | Apostolischer Nuntius                                 | 25. Juli 1844      | 5. September 1851  |
| 16                            | Antonio Saverio De Luca         | Apostolischer Nuntius                                 | 22. Dezember 1853  | 16. März 1863      |
| 17                            | Arsenio Avak-Wartan Angiarakian | emeritierter Erzbischof von Tokat degli Armeni        | 17. Juli 1865      |                    |
| 18                            | Domenico Sanguigni              | Apostolischer Nuntius                                 | 15. Juni 1874      | 19. September 1879 |
| 19                            | Zygmunt Feliński                | emeritierter Erzbischof von Warschau (Polen)          | 15. März 1883      |                    |
| 20                            | Nicola Averardi                 |                                                       | 10. Dezember 1895  | 11. März 1924      |
| 21                            | Alexis-Henri-Marie Lépicier OSM | Kurienerzbischof                                      | 22. Mai 1924       | 19. Dezember 1927  |
| 22                            | Pietro Ciriaci                  | Apostolischer Nuntius                                 | 15. Februar 1928   | 12. Januar 1953    |
| 23                            | Luigi Raimondi                  | Apostolischer Nuntius Apostolischer Delegat           | 24. Dezember 1953  | 5. März 1973       |